# Sibilla di Conversano
Sibilla di Conversano (Conversano, 1085 circa – Rouen, 21 marzo 1103) fu duchessa consorte di Normandia dal 1100 al 1103.

## Origine
Secondo il monaco e cronista inglese, Orderico Vitale, era figlia di Goffredo primo conte di Conversano, Signore di Montepeloso, di Brindisi, Monopoli, Nardò e Matera; il cronista e monaco benedettino dell'abbazia di Malmesbury, nel Wiltshire (Wessex), Guglielmo di Malmesbury, sbagliando il nome del padre, la cita come figlia di Guglielmo di Conversano, mentre anche il monaco e cronista normanno Guglielmo di Jumièges, autore della sua Historiæ Normannorum Scriptores Antiqui, conferma che discendeva dai Conversano, dichiarandola sorella di tale Guglielmo di Conversano. la madre era 
Sichelgaita del Molise, figlia di Rodolfo conte del Molise e di una principessa longobarda.
Goffredo di Conversano, sempre secondo Orderico Vitale, era nipote di Roberto il Guiscardo infatti era figlio di un tal Ruggero e di Beatrice, sorellastra di Roberto il Guiscardo ed era fratellastro di Roberto di Montescaglioso, che era figlio di Ermanno d'Eu e della stessa Beatrice. Nei Gesta Roberti Wiscardi, infatti Roberto conte di Montescaglioso è ricordato come fratello di Goffredo, nati entrambi da una sorella del Guiscardo (Robertus de Scabioso Monte, comes dictus, Gosfredi frater, et ambo orti germana fuerant ducis).

## Biografia
La giovanissima Sibilla, ammirata dai contemporanei per la sua bellezza e spesso lodata dai cronisti dell'epoca (secondo Guglielmo di Malmesbury era di eccezionale bellezza), fu data in sposa, nel 1100, al duca di Normandia Roberto II, che era stato uno dei capi della Prima Crociata (il professore scozzese, William B. Stevenson, definisce Roberto uno dei principali capi della prima crociata, per aver un nutrito seguito di cavalieri normanni, anche se per indole non era adatto al comando), come ci confermano Orderico Vitale, Guglielmo di Malmesbury e Guglielmo di Jumièges, portandogli una cospicua dote, idonea a riscattare il ducato di Normandia ipotecato al fratello Guglielmo il Rosso.
Roberto II, sia secondo Guglielmo di Jumiège, che secondo Guglielmo di Malmesbury e Orderico Vitale, era il figlio maschio primogenito del duca di Normandia e re d'Inghilterra, Guglielmo il Conquistatore e di Matilde delle Fiandre (1032 - 1083), figlia di Baldovino V, conte delle Fiandre, e di Adele di Francia, sorella del re di Francia, Enrico I.
Alla morte del fratello di suo marito, il re d'Inghilterra, Guglielmo il Rosso, avvenuta il 2 agosto 1100, Roberto avrebbe dovuto ereditare il trono d'Inghilterra, ma, dato che si trovava ancora in Puglia, dove si era sposato, il fratello minore Enrico Beauclerc poté impossessarsi della corona inglese. Sibilla e Roberto arrivarono in Normandia nel mese di settembre.
 Nell'estate del 1101, in agosto, Roberto cercò di conquistare il regno d'Inghilterra e sbarcò a Portsmouth con il suo esercito, ma la mancanza di sostegno popolare tra gli inglesi permise a Enrico Beauclerc di resistere all'invasione. Roberto fu costretto tramite la diplomazia a rinunciare alle sue pretese sul trono inglese con il Trattato di Alton, del luglio 1101. In cambio Roberto ottenne da Enrico la rinuncia alla penisola del Cotentin (in Normandia) e una pensione di 3000 marchi all'anno.
Il 25 ottobre 1102 nacque Guglielmo Cliton, l'erede del Ducato di Normandia, ma Sibilla morì qualche mese dopo il parto. Guglielmo di Malmesbury racconta che, secondo alcune voci, la morte fu causata dal suggerimento di una levatrice che prescrisse, dopo il parto, di fasciare i seni con una benda molto stretta; mentre Orderico Vitale racconta che morì, nel 1103, avvelenata (veneno infecta) non molto tempo dopo che Agnes Giffard era divenuta l'amante di suo marito, Roberto. I tumulti che seguirono la morte di Sibilla impedirono a Roberto di sposare Agnese che a sua volta era vedova.

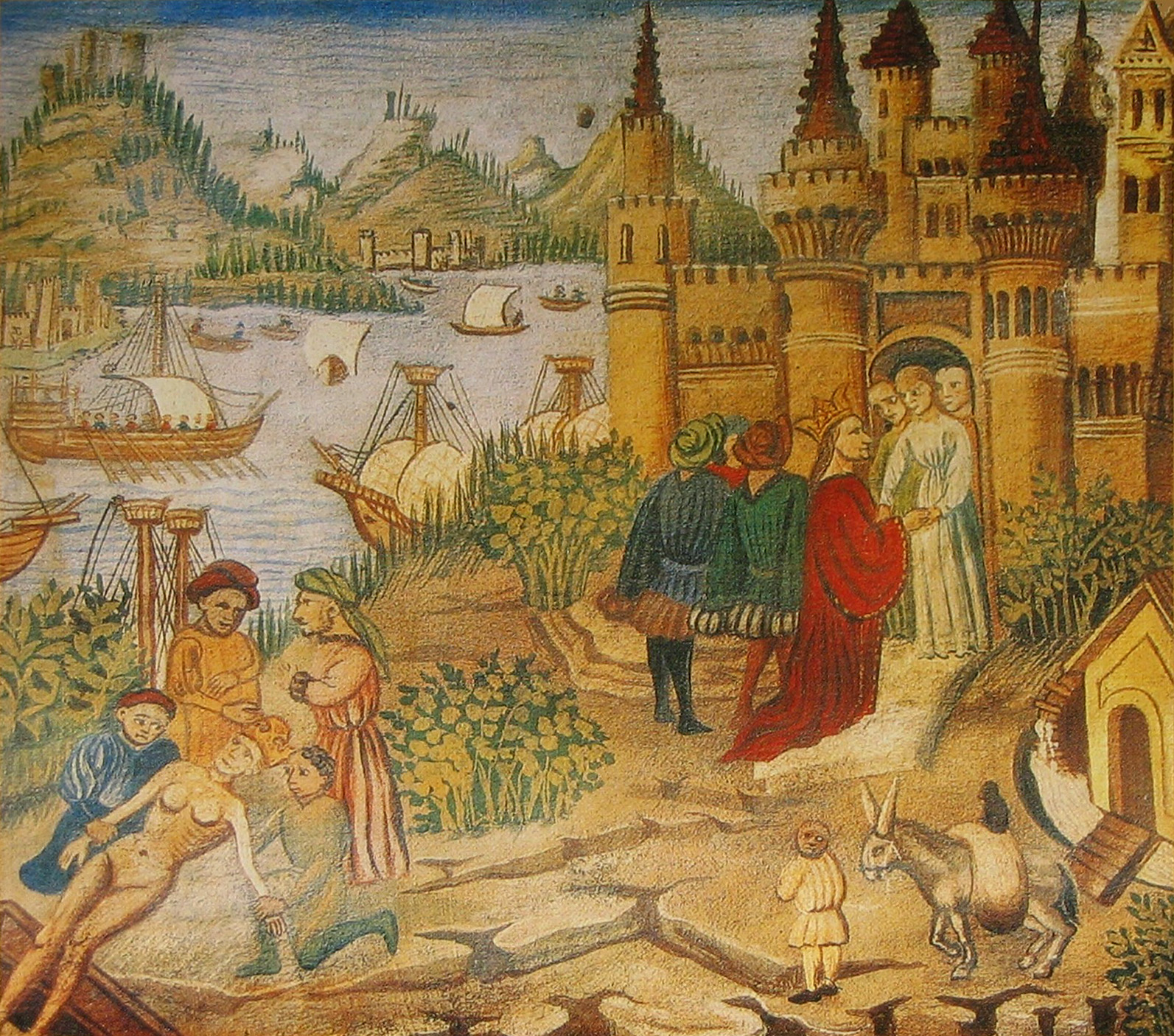
La leggenda della morte di Sibilla, sacrificatasi per il marito, succhiando il veleno di una freccia che lo aveva ferito in Terrasanta, come prescritto dai medici di Salerno.
Miniatura del Canone di Avicenna.

Una leggenda, invece, vorrebbe che ella sia morta per aver succhiato il veleno di una freccia che aveva ferito il marito in Terrasanta, sacrificandosi per lui, dopo aver consultato i medici della scuola di Salerno durante il viaggio di ritorno.
Secondo gli Obituaires de Sens Tome II, Sibilla morì il 21 marzo (Sibilla comitissa Normannie XII Kal. Apr.) e fu sepolta nella cattedrale di Rouen dove si trova ancora la lapide sepolcrale con questa iscrizione:
Sulla vicenda di Sibilla è stato scritto da Dora Liguori un romanzo storico.

## Figli
A Roberto Sibilla diede due figli:
- Enrico (1101- morto in fasce) di cui non si hanno notizie[15],
- Guglielmo Cliton[3](1102-† 1128), prima erede del Ducato di Normandia e poi conte delle Fiandre dal 1127 al 1128[3].

### Fonti primarie
- (LA)  Monumenta Germanica Historica, tomus IX.
- (LA)  Ordericus Vitalis, Historia Ecclesiastica, vol. IV, liber X - XIII.
- (LA)  Ordericus Vitalis, Historia Ecclesiastica, vol. II.
- (LA)  Obituaires de Sens Tome II.
- (EN)  Chronicle of the Kings of England: From the Earliest Period to the Reign, of king William's children.
- (LA)  Historiæ Normannorum Scriptores Antiqui.

### Letteratura storiografica
- William B. Stevenson, "La prima crociata", cap. XX, vol. IV (La riforma della chiesa e la lotta fra papi e imperatori) della Storia del Mondo Medievale, 1999, pp. 718–756.
- William John Corbett, "Inghilterra, 1087-1154", cap. II, vol. VI (Declino dell'impero e del papato e sviluppo degli stati nazionali) della Storia del Mondo Medievale, 1999, pp. 56–98.